# Веселе (Смирнівський старостинський округ)
Весе́ле — село в Україні, у Лозівському районі Харківської області. Населення становить 427 осіб. Входить до складу Лозівської міської громади.

## Географія
Село Веселе знаходиться на лівому березі річки Лозова в місці впадання її в річку Бритай.
Вище за течією на відстані 3 км розташоване село Світловщина. Вище за течією річки Бритай на відстані 2 км розташовані села Довгове і Михайлівка, нижче за течією на відстані 2 км розташоване село Смирнівка. На південно-західній околиці села Балка Злодійка впадає у річку Лозову.

## Історія
Станом на 1886 рік у селі Михайлівської волості Павлоградського повіту Катеринославської губернії мешкало 436 осіб, налічувалось 125 дворових господарств, існувала лавка.
До 2019 року орган місцевого самоврядування — Смирнівська сільська рада.

## Економіка
- Молочно-товарна ферма.